# جيمس بي. ماكفيرسون
جيمس بي. ماكفيرسون (بالإنجليزية: James B. McPherson)‏ هو ضابط أمريكي، ولد في 14 نوفمبر 1828 في كلايد في الولايات المتحدة، وتوفي في 22 يوليو 1864 في أتلانتا في الولايات المتحدة بسبب قتل في المعركة.

## وصلات خارجية
- جيمس بي. ماكفيرسون على موقع الموسوعة البريطانية (الإنجليزية)